# Vingio parkas
Vingio-parken er den største park i Vilnius i Litauen. Parken ligger i den vestlige del af byen, i bydelen Vilkpėdė, ved en bugtning af Neris-floden og har et areal på 162 ha. Den bruges til at afholde forskellige begivenheder herunder koncerter.
Parkens historie kan dateres flere århundreder tilbage. I 1965 blev parken renoveret og opdateret til at passe til begivenheder hvor der deltager mange mennesker såsom koncerter og politiske samlinger. Flere store forsamlinger og demonstrationer blev afholdt her under kampen for et selvstændigt Litauen i de sene 1980'ere. Et møde den 23. august 1988 tiltrak 250.000 personer.
Der er ligeledes en botanisk have og et amfiteater i parken 